# Héctor Cassina
Héctor Agustín Cassina Davicino (* 6. Oktober 1943 in Rafaela; † 1. September 1985) war ein argentinischer Radrennfahrer.

## Sportliche Laufbahn
Cassina war Teilnehmer der Olympischen Sommerspiele 1968 in Mexiko-Stadt. Das olympische Straßenrennen beendete er beim Sieg von Pierfranco Vianelli nicht.
1971 siegte er in der Vuelta a Córdoba.